# Włochy na Letnich Igrzyskach Olimpijskich 1992
Włochy na Letnich Igrzyskach Olimpijskich 1992 reprezentowało 304 zawodników: 228 mężczyzn i 76 kobiet. Był to 22. start reprezentacji Włoch na letnich igrzyskach olimpijskich.

## Zdobyte medale
| Medal  | Zawodnik | Dyscyplina           | Konkurencja                                | Rezultat                                         |
| ------ | --- | -------------------- | ------------------------------------------ | ------------------------------------------------ |
| Złoto  | Pierpaolo Ferrazzi | Kajakarstwo górskie  | K-1                                        | 106,89 pkt                                       |
| Złoto  | Fabio Casartelli | Kolarstwo szosowe    | wyścig ze startu wspólnego mężczyzn        | 4:35,21 h                                        |
| Złoto  | Giovanni Lombardi | Kolarstwo torowe     | wyścig punktowy mężczyzn                   | 44 pkt                                           |
| Złoto  | Francesco Attolico, Alessandro Bovo, Paolo Caldarella, Alessandro Campagna, Marco D’Altrui, Massimiliano Ferretti, Mario Fiorillo, Ferdinando Gandolfi, Amedeo Pomilio, Francesco Porzio, Giuseppe Porzio, Carlo Silipo | Piłka wodna          | turniej mężczyzn                           | w finale pokonali zespół Hiszpanii 9:8           |
| Złoto  | Giovanna Trillini | Szermierka           | floret kobiet indywidualnie                | w finale pokonała Chinkę Wang Huifeng 5:3        |
| Złoto  | Giovanna Trillini, Margherita Zalaffi, Francesca Bortolozzi-Borella, Diana Bianchedi, Dorina Vaccaroni | Szermierka           | floret kobiet drużynowo                    | w finale pokonały zespół Niemiec 9:6             |
| Srebro | Emanuela Pierantozzi | Judo                 | waga do 66 kg kobiet                       | w finale przegrała z Kubanką Odalis Revé         |
| Srebro | Flavio Anastasia, Luca Colombo, Gianfranco Contri, Andrea Peron | Kolarstwo szosowe    | jazda drużynowa na czas na 100 km mężczyzn | 2:02:39 h                                        |
| Srebro | Marco Marin | Szermierka           | szabla mężczyzn indywidualnie              | w finale przegrał z Węgrem Bence Szabó           |
| Srebro | Carmine Abbagnale, Giuseppe Abbagnale, Giuseppe Di Capua | Wioślarstwo          | dwójka ze sternikiem mężczyzn              | 6:50,98 min                                      |
| Srebro | Vincenzo Maenza | Zapasy               | styl klasyczny waga do 48 kg               | w finałowej walce uległ Olegowi Kuczerenko z WNP |
| Brąz   | Antonio Rossi, Bruno Dreossi | Kajakarstwo          | K-2 500 m mężczyzn                         | 1:30,00 min                                      |
| Brąz   | Giovanni De Benedictis | Lekkoatletyka        | chód na 20 km mężczyzn                     | 1:23,11 h                                        |
| Brąz   | Roberto Bomprezzi, Carlo Massullo, Gianluca Tiberti | Pięciobój nowoczesny | drużyna mężczyzn                           | 15 760 pkt                                       |
| Brąz   | Stefano Battistelli | Pływanie             | 200 m stylem grzbietowym mężczyzn          | 1:59,40 min                                      |
| Brąz   | Luca Sacchi | Pływanie             | 400 m stylem zmiennym mężczyzn             | 4:16,34 min                                      |
| Brąz   | Marco Venturini | Strzelectwo          | trap                                       | 218 pkt                                          |
| Brąz   | Bruno Mario Rossetti | Strzelectwo          | skeet                                      | 222 pkt                                          |
| Brąz   | Gianluca Farina, Rossano Galtarossa, Alessandro Corona, Filippo Soffici | Wioślarstwo          | czwórka bez sternika mężczyzn              | 5:47,33 min                                      |

## Skład kadry

### Baseball
Mężczyźni
- Massimo Ciaramella, Guglielmo Trinci, Claudio Cecconi, Elio Gambuti, Marco Ubani, Maurizio De Sanctis, Francesco Petruzzelli, Fulvio Valle, Massimiliano Masin, Andrea Succi, Claudio Taglienti, Paolo Ceccaroli, Ruggero Bagialemani, Rolando Cretis, Alberto D'Auria, Roberto Bianchi, Leonardo Schianchi, Luigi Carrozza, Massimo Fochi, Massimo Melassi - 7. miejsce,

### Boks
Mężczyźni
- Luigi Castiglione waga papierowa do 48 kg - 17. miejsce,
- Michele Piccirillo waga lekkopółśrednia do 63,5 kg - 9. miejsce,
- Fabrizio De Chiara waga lekkośrednia do 71 kg - 17. miejsce,
- Tommaso Russo waga średnia do 75 kg - 17. miejsce,
- Roberto Castelli waga półciężka do 81 kg - 9. miejsce,

### Gimnastyka
Kobiety
- Veronica Servente

wielobój indywidualnie - 65. miejsce,
ćwiczenia wolne - 51. miejsce,
skok przez konia - 61. miejsce,
ćwiczenia na poręczach - 73. miejsce,
ćwiczenia na równoważni - 69. miejsce,
- Giulia Volpi

wielobój indywidualnie - 76. miejsce,
ćwiczenia wolne - 77. miejsce,
skok przez konia - 72. miejsce,
ćwiczenia na poręczach - 90. miejsce,
ćwiczenia na równoważni - 35. miejsce,
- Samantha Ferrari - gimnastyka artystyczna - indywidualnie - 12. miejsce,
- Irene Germini - gimnastyka artystyczna - indywidualnie - 13. miejsce,

Mężczyźni
- Paolo Bucci

wielobój indywidualnie - 15. miejsce,
ćwiczenia wolne - 29. miejsce,
skok przez konia - 27. miejsce,
ćwiczenia na poręczach - 18. miejsce,
ćwiczenia na drążku - 23. miejsce,
ćwiczenia na kółkach - 25. miejsce,
ćwiczenia na koniu z łękami - 21. miejsce,
- Boris Preti

wielobój indywidualnie - 16. miejsce,
ćwiczenia wolne - 29. miejsce,
skok przez konia - 33. miejsce,
ćwiczenia na poręczach - 22. miejsce,
ćwiczenia na drążku - 14. miejsce,
ćwiczenia na kółkach - 20. miejsce,
ćwiczenia na koniu z łękami - 16. miejsce,
- Ruggero Rossato

wielobój indywidualnie - 22. miejsce,
ćwiczenia wolne - 29. miejsce,
skok przez konia - 19. miejsce,
ćwiczenia na poręczach - 49. miejsce,
ćwiczenia na drążku - 53. miejsce,
ćwiczenia na kółkach - 47. miejsce,
ćwiczenia na koniu z łękami - 23. miejsce,
- Gabriele Sala

wielobój indywidualnie - 53. miejsce,
ćwiczenia wolne - 47. miejsce,
skok przez konia - 37. miejsce,
ćwiczenia na poręczach - 54. miejsce,
ćwiczenia na drążku - 73. miejsce,
ćwiczenia na kółkach - 69. miejsce,
ćwiczenia na koniu z łękami - 26. miejsce,
- Gianmatteo Centazzo

wielobój indywidualnie - 66. miejsce,
ćwiczenia wolne - 88. miejsce,
skok przez konia - 82. miejsce,
ćwiczenia na poręczach - 77. miejsce,
ćwiczenia na drążku - 50. miejsce,
ćwiczenia na kółkach - 55. miejsce,
ćwiczenia na koniu z łękami - 20. miejsce,
- Alessandro Viligiardi

wielobój indywidualnie - 71. miejsce,
ćwiczenia wolne - 67. miejsce,
skok przez konia - 53. miejsce,
ćwiczenia na poręczach - 32. miejsce,
ćwiczenia na drążku - 58. miejsce,
ćwiczenia na kółkach - 78. miejsce,
ćwiczenia na koniu z łękami - 85. miejsce,
- Paolo Bucci, Boris Preti, Ruggero Rossato, Gabriele Sala, Gianmatteo Centazzo, Alessandro Viligiardi - wielobój drużynowo - 5. miejsce,

### Jeździectwo
- Pia Laus - ujeżdżenie indywidualnie - 7. miejsce,
- Paolo Giani Margi - ujeżdżenie indywidualnie - 31. miejsce,
- Daria Fantoni - ujeżdżenie indywidualnie - 39. miejsce,
- Laura Conz Dall’Ora - ujeżdżenie indywidualnie - 45. miejsce,
- Pia Laus, Paolo Giani Margi, Daria Fantoni, Laura Conz Dall’Ora - ujeżdżenie drużynowo - 8. miejsce,
- Jerry Smit - skoki przez przeszkody indywidualnie - 17. miejsce,
- Valerio Sozzi - skoki przez przeszkody indywidualnie - nie ukończył rundy finałowej,
- Giorgio Nuti - skoki przez przeszkody indywidualnie - 53. miejsce,
- Gianni Govoni - skoki przez przeszkody indywidualnie - 71. miejsce,
- Valerio Sozzi, Jerry Smit, Giorgio Nuti, Gianni Govoni - skoki przez przeszkody drużynowo - 16. miejsce,
- Lara Villata - WKKW indywidualnie - 24. miejsce,
- Federico Roman Euro - WKKW indywidualnie - 47. miejsce,
- Francesco Girardi - WKKW indywidualnie - 56. miejsce,
- Fabio Magni - WKKW indywidualnie - nie ukończył konkurencji,
- Lara Villata, Federico Roman Euro, Francesco Girardi, Fabio Magni - WKKW drużynowo - 13. miejsce,

### Judo
Kobiety
- Giovanna Tortora waga do 48 kg - 9. miejsce,
- Alessandra Giungi waga do 52 kg - 5. miejsce,
- Emanuela Pierantozzi waga do 66 kg - 2. miejsce,
- Maria Teresa Motta waga powyżej 72 kg - 16. miejsce,

Mężczyźni
- Marino Cattedra waga do 60 kg - . miejsce,
- Massimo Sulli waga do 71 kg - 9. miejsce,
- Giorgio Vismara waga do 86 kg - 13. miejsce,
- Luigi Guido waga do 95 kg - 17. miejsce,
- Stefano Venturelli waga powyżej 95 kg - 13. miejsce,

### Kajakarstwo górskie
Kobiety
- Josefa Idem-Guerrini - K-1 500 m - 4. miejsce,
- Annacatia Casagrande, Amalia Calzavara, Chiara Dal Santo, Lucia Micheli - K-4 500 m - odpadły w półfinale,
- Maria Cristina Giai Pron - kajakarstwo górskie K-1 - 18. miejsce,

Mężczyźni
- Daniele Scarpa - K-1 500 m - 7. miejsce,
- Beniamino Bonomi - K-1 1000 m - 5. miejsce,
- Antonio Rossi, Bruno Dreossi - K-2 500 m - 3. miejsce,
- Paolo Luschi, Daniele Scarpa - K-2 1000 m - 5. miejsce,
- Matteo Bruscoli, Enrico Lupetti, Paolo Tommasini, Iduino Santoni - K-4 1000 m - odpadli w półfinale,
- Franco Lizzio - C-1 500 m - odpadł w półfinale,
- Pierpaolo Ferrazzi - kajakarstwo górskie K-1 - 1. miejsce,
- Renato De Monti - kajakarstwo górskie C-1 - 5. miejsce,

### Kolarstwo
Kobiety
- Valeria Cappellotto - kolarstwo szosowe - wyścig ze startu wspólnego - 17. miejsce,
- Maria Paola Turcutto - kolarstwo szosowe - wyścig ze startu wspólnego - 32. miejsce,
- Roberta Bonanomi - kolarstwo szosowe - wyścig ze startu wspólnego - 39. miejsce,
- Gabriella Pregnolato - kolarstwo torowe - wyścig na 3000 m na dochodzenie - 12. miejsce,

Mężczyźni
- Fabio Casartelli - kolarstwo szosowe - wyścig ze startu wspólnego - 1. miejsce,
- Davide Rebellin - kolarstwo szosowe - wyścig ze startu wspólnego - 20. miejsce,
- Mirco Gualdi - kolarstwo szosowe - wyścig ze startu wspólnego - 71. miejsce,
- Flavio Anastasia, Luca Colombo, Gianfranco Contri, Andrea Peron - kolarstwo szosowe - jazda drużynowa na 100 km na czas - 2. miejsce
- Roberto Chiappa - kolarstwo torowe - sprint - 4. miejsce,
- Adler Capelli - kolarstwo torowe - wyścig na 1 km ze startu zatrzymanego - 5. miejsce,
- Ivan Beltrami - kolarstwo torowe - wyścig na 4000 m na dochodzenie - 8. miejsce,
- Ivan Beltrami, Rossano Brasi, Ivan Cerioli, Fabrizio Trezzi, Giovanni Lombardi[12] - kolarstwo torowe - wyścig na 4000 m na dochodzenie drużynowo - 4. miejsce,
- Giovanni Lombardi - kolarstwo torowe - wyścig punktowy - 1. miejsce,

### Koszykówka
Kobiety
- Angela Arcangeli, Anna Costalunga, Catarina Pollini, Elena Paparazzo, Francesca Rossi, Giuseppina Tufano, Mara Fullin, Monica Bastiani, Silvia Todeschini, Stefania Passaro, Stefania Salvemini, Stefania Stanzani - 8. miejsce,

### Lekkoatletyka
Kobiety
- Fabia Trabaldo

bieg na 800 m - odpadła w eliminacjach,
bieg na 1500 m - odpadła w półfinale,
- Roberta Brunet - bieg na 3000 m - 10. miejsce,
- Rosanna Munerotto - bieg na 10 000 m - 16. miejsce,
- Emma Scaunich - maraton - 18. miejsce,
- Anna Villani - maraton - 20. miejsce,
- Bettina Sabatini - maraton - 23. miejsce,
- Irmgard Trojer - bieg na 400 m przez płotki – odpadła w półfinale,
- Annarita Sidoti - chód na 10 km - 7. miejsce,
- Elisabetta Perrone - chód na 10 km - 19. miejsce,
- Ileana Salvador - chód na 10 km - nie ukończyła konkurencji (dyskwalifikacja),
- Antonella Bevilacqua - skok wzwyż - 22. miejsce,
- Antonella Capriotti - skok w dal - 18. miejsce,
- Valentina Uccheddu - skok w dal - 21. miejsce,
- Agnese Maffeis - rzut dyskiem - 10. miejsce,

Mężczyźni
- Andrea Nuti - bieg na 400 m - odpadł w ćwierćfinale,
- Marco Vaccari - bieg na 400 m - odpadł w eliminacjach,
- Andrea Benvenuti - bieg na 800 m - 5. miejsce,
- Gennaro Di Napoli - bieg na 1500 m - odpadł w półfinale,
- Salvatore Antibo

bieg na 5000 m - 16. miejsce,
bieg na 10 000 m - 4. miejsce,
- Francesco Bennici - bieg na 10 000 m - odpadł w eliminacjach,
- Salvatore Bettiol - maraton - 5. miejsce,
- Alessio Faustini - maraton - 44. miejsce,
- Gelindo Bordin - maraton - nie ukończył konkurencji,
- Laurent Ottoz - bieg na 110 m przez płotki – odpadł w półfinale,
- Fabrizio Mori - bieg na 400 m przez płotki - odpadł w eliminacjach,
- Alessandro Lambruschini - bieg na 3000 m z przeszkodami - 4. miejsce,
- Alessandro Aimar, Marco Vaccari, Fabio Grossi, Andrea Nuti - Sztafeta 4 × 400 m - 6. miejsce,
- Giovanni De Benedictis - chód na 20 km - 3. miejsce,
- Maurizio Damilano - chód na 20 km - 4. miejsce,
- Walter Arena - chód na 20 km - 18. miejsce,
- Giuseppe De Gaetano - chód na 50 km - 12. miejsce,
- Massimo Quiriconi - chód na 50 km - 13. miejsce,
- Giovanni Perricelli - chód na 50 km - nie ukończył konkurencji,
- Andrea Pegoraro - skok o tyczce - 20. miejsce,
- Giovanni Evangelisti - skok w dal - nie sklasyfikowany (nie zaliczył żadnej udanej próby w eliminacjach),
- Luciano Zerbini - pchnięcie kulą - 9. miejsce,
- Alessandro Andrei - pchnięcie kulą - 11. miejsce,
- Luciano Zerbini - rzut dyskiem - nie sklasyfikowany (nie zaliczył żadnej udanej próby w eliminacjach),
- Enrico Sgrulletti - rzut młotem - 11. miejsce,

### Łucznictwo
Kobiety
- Maria Testa - indywidualnie - 21. miejsce,

Mężczyźni
- Andrea Parenti - indywidualnie - 19. miejsce,
- Alessandro Rivolta - indywidualnie - 22. miejsce,
- Ilario Di Buò - indywidualnie - 39. miejsce,
- Ilario Di Buò, Alessandro Rivolta, Andrea Parenti - drużynowo - 14. miejsce,

### Pięciobój nowoczesny
Mężczyźni
- Roberto Bomprezzi - indywidualnie - 5. miejsce,
- Carlo Massullo - indywidualnie - 12. miejsce,
- Gianluca Tiberti - indywidualnie - 23. miejsce,
- Roberto Bomprezzi, Carlo Massullo, Gianluca Tiberti - drużynowo - 3. miejsce,

### Piłka nożna
Mężczyźni
- Alessandro Melli, Dario Marcolin, Demetrio Albertini, Dino Baggio, Eugenio Corini, Francesco Antonioli, Gianluca Sordo, Giuseppe Favalli, Luca Luzardi, Mauro Bonomi, Pasquale Domenico Rocco, Renato Buso, Roberto Muzzi, Rufo Verga, Salvatore Matrecano, Stefano Rossini - 7. miejsce,

### Piłka wodna
Mężczyźni
- Francesco Attolico, Alessandro Bovo, Paolo Caldarella, Alessandro Campagna, Marco D’Altrui, Massimiliano Ferretti, Mario Fiorillo, Ferdinando Gandolfi, Amedeo Pomilio, Francesco Porzio, Giuseppe Porzio, Carlo Silipo - 1. miejsce,

### Pływanie
Kobiety
- Cristina Chiuso - 50 m stylem dowolnym - 19. miejsce,
- Ilaria Sciorelli - 100 m stylem dowolnym - 36. miejsce,
- Manuela Melchiorri

400 m stylem dowolnym - 15. miejsce,
800 m stylem dowolnym - 12. miejsce,
- Lorenza Vigarani

100 m stylem grzbietowym - 23. miejsce,
200 m stylem grzbietowym - 13. miejsce,
- Lara Bianconi

100 m stylem grzbietowym - 25. miejsce,
200 m stylem zmiennym - 20. miejsce,
- Francesca Salvalajo - 200 m stylem grzbietowym - 20. miejsce,
- Manuela Dalla Valle

100 m stylem klasycznym - 7. miejsce,
200 m stylem klasycznym - 7. miejsce,
- Elena Donati

100 m stylem klasycznym - 32. miejsce,
200 m stylem klasycznym - 24. miejsce,
- Ilaria Tocchini

100 m stylem motylkowym - 15. miejsce,
200 m stylem motylkowym - 8. miejsce,
- Lorenza Vigarani, Manuela Dalla Valle, Ilaria Tocchini, Ilaria Sciorelli - sztafeta 4 × 100 m stylem zmiennym - 9. miejsce,

Mężczyźni
- René Gusperti - 50 m stylem dowolnym - 14. miejsce,
- Roberto Gleria

100 m stylem dowolnym - 15. miejsce,
200 m stylem dowolnym - 17. miejsce,
- Giorgio Lamberti - 100 m stylem dowolnym - 17. miejsce,
- Massimo Trevisan

200 m stylem dowolnym - 12. miejsce,
400 m stylem dowolnym - 19. miejsce,
- Piermaria Siciliano

400 m stylem dowolnym - 12. miejsce,
1500 m stylem dowolnym - 13. miejsce,
- Emanuele Merisi - 100 m stylem grzbietowym - 16. miejsce,
- Stefano Battistelli

100 m stylem grzbietowym - 23. miejsce,
200 m stylem grzbietowym - 3. miejsce,
- Luca Bianchin - 200 m stylem grzbietowym - 11. miejsce,
- Gianni Minervini - 100 m stylem klasycznym - 10. miejsce,
- Andrea Cecchi

100 m stylem klasycznym - 17. miejsce,
200 m stylem klasycznym - 17. miejsce,
- Francesco Postiglione - 100 m stylem klasycznym - 16. miejsce,
- Leonardo Michelotti - 100 m stylem motylkowym - 23. miejsce,
- Marco Braida

100 m stylem motylkowym - 40. miejsce,
200 m stylem motylkowym - 16. miejsce,
- Luca Sacchi

200 m stylem zmiennym - 16. miejsce,
400 m stylem zmiennym - 3. miejsce,
- Giorgio Lamberti, Emanuele Idini, Roberto Gleria, Massimo Trevisan - sztafeta 4 x 100 m stylem dowolnym - 10. miejsce,
- Roberto Gleria, Giorgio Lamberti, Massimo Trevisan, Stefano Battistelli, Emanuele Idini[13], Piermaria Siciliano[13] - sztafeta 4 x 200 m stylem dowolnym - 5. miejsce,
- Emanuele Merisi, Gianni Minervini, Leonardo Michelotti, Massimo Trevisan - sztafeta 4 x 100 m stylem zmiennym - 11. miejsce,

### Pływanie synchroniczne
Kobiety
- Paola Celli - solo - 12. miejsce,
- Giovanna Burlando - solo - odpadła w eliminacjach (dyskwalifikacja)
- Giovanna Burlando, Paola Celli - duety - 10. miejsce,

### Podnoszenie ciężarów
Mężczyźni
- Giovanni Scarantino - waga do 56 kg - 14. miejsce,
- Norberto Oberburger - waga do 110 kg - 10. miejsce,
- Vanni Lauzana - waga powyżej 110 kg - 12. miejsce,

### Siatkówka
Mężczyźni
- Andrea Gardini, Andrea Giani, Andrea Lucchetta, Andrea Zorzi, Claudio Galli, Fabio Vullo, Lorenzo Bernardi, Luca Cantagalli, Marco Bracci, Michele Pasinato, Paolo Tofoli, Roberto Masciarelli - 5. miejsce,

### Skoki do wody
Kobiety
- Luisella Bisello

trampolina 3 m - 24. miejsce,
wieża 10 m - 19. miejsce,
Mężczyźni
- Davide Lorenzini - trampolina 3 m - 12. miejsce,
- Alessandro De Botton

trampolina 3m - 28. miejsce,
wieża 10 m - 17. miejsce,

### Strzelectwo
Kobiety
- Michela Suppo

pistolet pneumatyczny 10 m - 24. miejsce,
pistolet sportowy 25 m - 40. miejsce,
Mężczyźni
- Roberto Di Donna

pistolet pneumatyczny 10 m - 8. miejsce,
pistolet dowolny 50 m - 22. miejsce,
- Dario Palazzani

pistolet pneumatyczny 10 m - 22. miejsce,
pistolet dowolny 50 m - 42. miejsce,
- Pierluigi Ussorio - pistolet szybkostrzelny 25 m - 11. miejsce,
- Massimo Birindelli - karabin małokalibrowy, leżąc 50 m - 39. miejsce,
- Carlo Colombo - ruchoma tarcza 10 m - 11. miejsce,
- Valerio Donnianni - ruchoma tarcza 10 m - 19. miejsce,

Open
- Marco Venturini - trap - 3. miejsce,
- Giovanni Pellielo - trap - 10. miejsce,
- Daniele Cioni - trap - 14. miejsce,
- Bruno Mario Rossetti - skeet - 3. miejsce,
- Luca Scribani Rossi - skeet - 7. miejsce,
- Andrea Benelli - skeet - 25. miejsce,

### Szermierka
Kobiety
- Giovanna Trillini - floret indywidualnie - 1. miejsce,
- Margherita Zalaffi - floret indywidualnie - 5. miejsce,
- Francesca Bortolozzi-Borella - floret indywidualnie - 19. miejsce,
- Giovanna Trillini, Margherita Zalaffi, Francesca Bortolozzi-Borella, Diana Bianchedi, Dorina Vaccaroni - floret drużynowo - 1. miejsce

Mężczyźni
- Andrea Borella - floret indywidualnie - 5. miejsce,
- Mauro Numa - floret indywidualnie - 10. miejsce,
- Stefano Cerioni - floret indywidualnie - 17. miejsce,
- Marco Arpino, Andrea Borella, Stefano Cerioni, Mauro Numa, Alessandro Puccini - floret drużynowo - 6. miejsce,
- Angelo Mazzoni - szpada indywidualnie - 6. miejsce,
- Maurizio Randazzo - szpada indywidualnie - 15. miejsce,
- Sandro Cuomo - szpada indywidualnie - 26. miejsce,
- Sandro Cuomo, Angelo Mazzoni, Stefano Pantano, Maurizio Randazzo, Sandro Resegotti - szpada drużynowo - 5. miejsce,
- Marco Marin - szabla indywidualnie - 2. miejsce,
- Giovanni Scalzo - szabla indywidualnie - 4. miejsce,
- Ferdinando Meglio - szabla indywidualnie - 6. miejsce,
- Marco Marin, Ferdinando Meglio, Giovanni Scalzo, Giovanni Sirovich, Tonhi Terenzi - szabla indywidualnie - 8. miejsce,

### Tenis stołowy
Kobiety
- Alessia Arisi - gra pojedyncza - 17. miejsce,

### Tenis ziemny
Kobiety
- Raffaella Reggi-Concato - gra pojedyncza - 17. miejsce,
- Sandra Cecchini - gra pojedyncza - 17. miejsce,
- Katia Piccolini - gra pojedyncza - 33. miejsce,
- Laura Garrone, Raffaella Reggi-Concato - gra podwójna - 9. miejsce,

Mężczyźni
- Renzo Furlan - gra pojedyncza - 9. miejsce,
- Omar Camporese - gra pojedyncza - 17. miejsce,
- Cristiano Caratti - gra pojedyncza - 33. miejsce,
- Diego Nargiso, Omar Camporese - gra podwójna - 9. miejsce,

### Wioślarstwo
Mężczyźni
- Massimo Marconcini - jedynki - 13. miejsce,
- Carmine Abbagnale, Giuseppe Abbagnale, Giuseppe Di Capua - dwójka ze sternikiem - 2. miejsce,
- Gianluca Farina, Rossano Galtarossa, Alessandro Corona, Filippo Soffici - czwórka podwójna - 3. miejsce,
- Luca Sartori, Rocco Pecoraro, Roby La Mura, Riccardo Dei Rossi - czwórka bez sternika - 8. miejsce,
- Ciro Liguori, Antonio Maurogiovanni, Roberto Blanda, Raffaello Leonardo, Valter Molea, Riccardo Moretti, Giovanni Suarez, Walter Bottega, Dino Lucchetta - ósemka - 9. miejsce,

### Zapasy
Mężczyźni
- Vincenzo Maenza - styl klasyczny waga do 48 kg - 2. miejsce,
- Ernesto Razzino - styl klasyczny waga do 82 kg - odpadł w eliminacjach,
- Salvatore Campanella - styl klasyczny waga do 90 kg - 8. miejsce,
- Giovanni Schillaci - styl wolny waga do 62 kg - odpadł w eliminacjach,
- Renato Lombardo - styl wolny waga do 90 kg - 8. miejsce,

### Żeglarstwo
- Alessandra Sensini - windsurfing kobiet - 7. miejsce,
- Arianna Bogatec - klasa Europa - 8. miejsce,
- Anna Maria Barabino, Maria Quarra - klasa 470 kobiety - 7. miejsce,
- Riccardo Giordano - windsurfing mężczyzn - 16. miejsce,
- Emanuele Vaccari - klasa Finn - 14. miejsce,
- Paolo Montefusco, Sandro Montefusco - klasa 470 mężczyźni - 11. miejsce,
- Mario Salani, Roberto Benamati - klasa Star - 16. miejsce,
- Angelo Glisoni, Giorgio Zuccoli - klasa Tornado - 17. miejsce,
- Flavio Grassi, Luca Santella - klasa Latający Holender - 21. miejsce,